# Banu Qasi

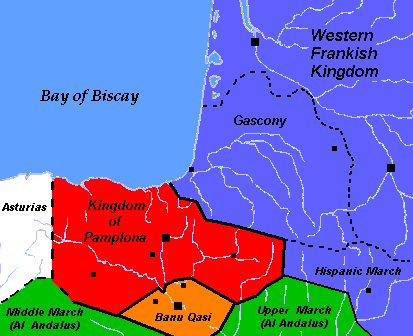
Das Emirat der Banu Qasi und das verbündete Königreich Pamplona im 10. Jahrhundert

Banu Qasi (arabisch بنو قاسي, DMG Banū Qāsī) war der Name einer baskischen (nach anderen Angaben gotischen) Muladí-Dynastie, die im 8. und 10. Jahrhundert Tudela (Navarra) und seine Umgebung, darunter Olite und Arnedo, beherrschte. Das Gebiet wurde im 11. Jahrhundert vom Taifa-Königreich von Saragossa erobert. Stammvater der patrilinear organisierten Dynastie war ein hispano-römischer oder westgotischer Graf Cassius.

## Geschichte
Die zum Islam konvertierten Banu Qasi waren Ende des 8. Jahrhunderts Gouverneure von Pamplona und zu dieser Zeit bereits mit einer christlichen Familie des Gebiets verschwägert: Musa ibn Musa, der in der ersten Hälfte des 9. Jahrhunderts Familienoberhaupt war, und Iñigo Arista, von 822 bis 852 (nunmehr christlicher) König von Pamplona, waren durch ihre Mutter Halbbrüder. Diese und weitere konfessionsübergreifende Verbindungen führten dazu, dass das autonome Emirat der Banu Qasi ein wichtiger Verbündeter des Königreichs Pamplona, des Vorläufers Navarras, wurde und blieb. Beide Staaten pufferten sich gegenseitig vor Invasionen der größten christlichen und muslimischen Staaten der Region ab. Sie standen einander von Anfang an bei, sogar schon, als es ihnen im Jahr 824 gelang, gemeinsam die Franken in der dritten Schlacht von Roncesvalles zu schlagen.
In den Jahren um 918 kündigte Sancho I. von Navarra das Bündnis mit den Banu Qasi faktisch auf und eroberte weite Gebiete im oberen Ebro-Tal, doch verlor er zusammen mit seinem Verbündeten Ordoño II. von León im Jahr 920 in der Schlacht von Valdejunquera gegen ein Heer Abd ar-Rahmans III. Doch bereits im Folgejahr eroberte er große Gebiete im Iregua-Tal, darunter die Burg von Viguera. Nachdem sie Tudela an Saragossa verloren hatten, gelang es den Banu Qasi zunächst, sich in Alpuente (Aragón) ein neues Herrschaftsgebiet aufzubauen. Alfons I. von Aragón eroberte Tudela im Jahr 1115 zurück (reconquista) und stellte die muslimische (und jüdische) Gemeinde der Stadt unter seinen Schutz. Nach der Eroberung Navarras durch Kastilien bzw. Aragón in den Jahren 1512 bis 1522 wurden die muslimischen Einwohner jedoch zur Auswanderung oder Konversion gezwungen.

## Stammliste
1. Cassius, Graf, Westgote, Herr am Ebro oberhalb Saragossas (Tarazona, Ejea, Nájera), um 713 zum Islam übergetreten
  1. Abu Tahir
  2. Fortún
    1. Musa ibn Fortún (Musa I.), † 802, Familienoberhaupt, Herr von Tudela, Ejea, Tarazona, Borja, Arnedo etc.; ⚭ 784 Oneca, Witwe von Iñigo Jiménez (Haus Jiménez) – deren Sohn Iñigo Arista wurde 822 mit Hilfe seines Halbbruders Musa ibn Musa (siehe unten) der erste (christliche) König von Pamplona
      1. Mutarrif ibn Musa, † ermordet 799, Gouverneur von Pamplona
      2. Fortún
      3. Musa ibn Musa (Musa II.), † 862, Familienoberhaupt, Herr (Gouverneur) von Tudela und Saragossa; ⚭ 1. (812) Assona Iñiguez, Tochter von Iñigo Jiménez (Haus Jiménez) und NN (nicht Oneca, siehe oben); ⚭ 2. Maymona
        1. Mutarrif; ⚭ Falasqueta
          1. Muhammad
          2. Musa
          3. Lubb (Lope)

        2. Lubb ibn Musa (Lubb I.), Gouverneur von Toledo um 859
          1. Muhammad I.
            1. Mutarrif
            2. Lubb ibn Muhammad (Lubb II.)
              1. Fortún
              2. 3 Töchter; ⚭ Jimeno, Fortún und Sancho Iñiguez, Söhne von Iñigo Garcés, König von Pamplona (Haus Jiménez)

            3. Abdallah ibn Muhammad, Familienoberhaupt, Wali von Tudela; 
              1. Muhammad
              2. Fortún
              3. Tochter, 924 auf den Namen Urraca getauft; ⚭ Fruela II. el Leproso König von Asturien, † 925 (Haus Kantabrien)

        3. Fortún
          1. Ismail

        4. Ismail
          1. Muhammad
            1. Lubb

        5. Oria

      4. Yunus
      5. Lubb
      6. Yuwartas
      7. Garsiya

    2. Zahir

  3. Abu Salama
  4. Yunus
  5. Yahya